# Gabriel Isal i Miró
Gabriel Isal i Miró (Badalona, 27 de novembre de 1923 - Badalona, 31 de gener de 1995) fou un futbolista català de les dècades de 1940 i 1950.

## Trajectòria
Jugà a la UA Horta i el 1943 ingressà al FC Barcelona. Passà per diversos equips del club, Aficionats, Amateur, el primer equip i el filial Espanya Industrial. Només jugà tres partits oficials, dos de lliga i un de copa. Posteriorment destacà a Segona Divisió al Real Murcia, Hèrcules CF i CD Tenerife, aquest darrer durant quatre temporades. Acabà la seva carrera al CF Badalona.